# Bagrat I d'Artanudji
Bagrat I d'Artanudji (mort l'any 900) fou un príncep georgià d'Artanudji-Calarzene (Ardahan-Klardjètia) del segle ix. Era part de la família dels Bagrationi, una branca de la família reial armènia dels Bagratuní.
Bagrat Bagration era el segon fill de Sumbat I d'Artanudji i d'una esposa desconeguda. El 889, el seu pare va morir i Bagrat va rebre el tron de Artanudji-Calarzene, quedant desheretat el seu germà gran David I d'Artanudji. No se sap gairebé res d'ell. Va morir el 20 d'abril del 900 i el seu germà David va recuperar el seu tron legítim.
Del seu esposa desconeguda, tingué cinc fills:
- Adarnases d'Artanudji, príncep d'Artanudji
- Asoci I d'Artanudji, príncep de Artanoudji
- David, eristavi
- Gurguèn d'Artanudji, príncep de Artanoudji
- una filla, que es va casar amb Sumbat II d'Artanudji-Calarzene